# Olympische Winterspiele 2006/Skilanglauf – 4 × 10 km (Männer)
Die 4 × 10-km-Skilanglaufstaffel der Männer bei den Olympischen Winterspielen 2006 fand am 19. Februar 2006 in Pragelato statt. Olympiasieger wurde die italienische Staffel mit Fulvio Valbusa, Giorgio Di Centa, Pietro Piller Cottrer und Cristian Zorzi. Die Silbermedaille ging an die Staffel aus Deutschland, Bronze an Schweden.

## Daten
- Datum: 19. Februar 2006, 10:00 Uhr
- Höhenunterschied: 59 m
- Maximalanstieg: 54 m
- Totalanstieg: 376 m
- 64 Teilnehmer aus 16 Ländern, davon 15 in der Wertung

## Ergebnisse
| Platz | Land / Sportler                                                                             | Zeit                                                        |
| ----- | ------------------------------------------------------------------------------------------- | ----------------------------------------------------------- |
| 1     | Italien Fulvio Valbusa Giorgio Di Centa Pietro Piller Cottrer Cristian Zorzi                | 1:43:45,7 h 25:54,0 min 26:50,6 min 24:59,1 min 26:02,0 min |
| 2     | Deutschland Andreas Schlütter Jens Filbrich René Sommerfeldt Tobias Angerer                 | 1:44:01,4 h 25:53,9 min 26:50,2 min 25:18,9 min 25:58,4 min |
| 3     | Schweden Mats Larsson Johan Olsson Anders Södergren Mathias Fredriksson                     | 1:44:01,7 h 25:53,4 min 26:55,4 min 25:00,5 min 26:12,4 min |
| 4     | Frankreich Christophe Perrillat-Collomb Alexandre Rousselet Emmanuel Jonnier Vincent Vittoz | 1:44:22,8 h 26:05,4 min 26:46,2 min 25:47,1 min 25:44,1 min |
| 5     | Norwegen Jens Arne Svartedal Odd-Bjørn Hjelmeset Frode Estil Tore Ruud Hofstad              | 1:44:56,3 h 25:53,0 min 26:50,8 min 25:42,8 min 26:29,7 min |
| 6     | Russland Sergei Nowikow Wassili Rotschew Iwan Alypow Jewgeni Dementjew                      | 1:45:09,9 h 26:03,7 min 26:39,8 min 25:58,2 min 26:28,2 min |
| 7     | Schweiz Reto Burgermeister Christian Stebler Toni Livers Remo Fischer                       | 1:45:10,9 h 26:02,0 min 26:50,2 min 25:46,4 min 26:32,3 min |
| 8     | Estland Aivar Rehemaa Andrus Veerpalu Jaak Mae Kaspar Kokk                                  | 1:45:23,8 h 26:45,7 min 26:39,9 min 25:32,0 min 26:26,2 min |
| 9     | Tschechien Martin Koukal Lukáš Bauer Jiří Magál Dušan Kožíšek                               | 1:46:03,3 h 26:01,6 min 26:41,3 min 25:19,6 min 28:00,8 min |
| 10    | Finnland Sami Jauhojärvi Tero Similä Olli Ohtonen Teemu Kattilakoski                        | 1:46:36,1 h 25:56,1 min 27:28,9 min 25:53,4 min 27:17,7 min |
| 11    | Kanada Devon Kershaw Sean Crooks Chris Jeffries George Grey                                 | 1:48:15,9 h 25:52,3 min 29:30,6 min 26:02,3 min 26:50,7 min |
| 12    | USA Kris Freeman Lars Flora Andrew Johnson Carl Swenson                                     | 1:48:44,2 h 26:03,1 min 28:27,8 min 26:44,1 min 27:29,2 min |
| 13    | Kasachstan Andrei Golowko Dmitri Jerjomenko Maxim Odnodworzew Jewgeni Koschewoi             | 1:49:03,6 h 26:03,5 min 27:48,5 min 26:18,9 min 28:52,7 min |
| 14    | Ukraine Roman Lejbjuk Wolodymyr Olschanskyj Oleksandr Puzko Mychajlo Humenjak               | 1:50:01,9 h 26:36,7 min 28:32,5 min 26:28,5 min 28:24,2 min |
| 15    | Volksrepublik China Xia Wan Li Geliang Zhang Chengye Zhang Qing                             | 1:50:40,5 h 27:27,9 min 28:46,3 min 26:23,6 min 28:02,7 min |
| DSQ   | Österreich Martin Tauber Jürgen Pinter Roland Diethart Johannes Eder                        |                                                             |